# FA Cup 1994/95
Der FA Cup 1994/95 war die 114. Austragung des weltweit ältesten Fußballpokalturniers; The Football Association Challenge Cup, oder kurz FA Cup. Der Pokalwettbewerb endete mit dem Finale im Wembley-Stadion am 20. Mai 1995. Der Sieger dieser Austragung war der FC Everton.

## Kalender
| Runde                              | Datum              |
| ---------------------------------- | ------------------ |
| Vorrunde                           | 22. August 1994    |
| Erste Qualifikationsrunde          | 8. September 1994  |
| Zweite Qualifikationsrunde         | 24. September 1994 |
| Dritte Qualifikationsrunde         | 8. Oktober 1994    |
| Vierte Qualifikationsrunde         | 22. Oktober 1994   |
| Erste Hauptrunde                   | 12. November 1995  |
| Zweite Hauptrunde                  | 3. Dezember 1994   |
| Dritte Hauptrunde                  | 7. Januar 1995     |
| Vierte Hauptrunde                  | 28. Januar 1995    |
| Fünfte Hauptrunde                  | 18. Februar 1995   |
| Sechste Hauptrunde (Viertelfinale) | 11. März 1995      |
| Halbfinale                         | 9. April 1995      |
| Finale                             | 20. Mai 1995       |

## Modus
Kompletter Überblick bei: FA Cup
Der FA Cup wird in Runden ausgespielt. Teilnehmen kann jede Mannschaft, die ein bestimmtes Leistungsniveau hat und ein angemessenes Spielfeld besitzt. Gespielt wird i. d. R. nur mit einem Hinspiel. Bei unentschieden findet ein Rückspiel statt. Endet das Rückspiel ebenfalls unentschieden geht das Spiel in Verlängerung bzw. Elfmeterschießen. Jeder Sieger erhält eine Prämie aus den Fernsehgeldern, die nach Runde gestaffelt ist.

## Hauptrunde

### Erste Hauptrunde
Die Spiele wurden zwischen dem 11. und 22. November 1994 ausgetragen. Die Wiederholungsspiele fanden am 21. und 23. November 1994 statt.
|                        | Ergebnis |                        |
| ---------------------- | -------- | ---------------------- |
| FC Enfield             | 1:0      | Cardiff City           |
| Ashford Town           | 2:2      | FC Fulham              |
| Chester City           | 2:0      | Witton Albion          |
| FC Chesterfield        | 0:0      | FC Scarborough         |
| AFC Bournemouth        | 3:1      | FC Worthing            |
| FC Barnet              | 4:4      | FC Woking              |
| Bath City              | 0:5      | Bristol Rovers         |
| FC Burnley             | 2:1      | Shrewsbury Town        |
| Preston North End      | 1:0      | FC Blackpool           |
| FC Walsall             | 3:0      | AFC Rochdale           |
| FC Marlow              | 2:0      | Oxford United          |
| Crewe Alexandra        | 7:1      | Gresley Rovers         |
| Doncaster Rovers       | 1:4      | Huddersfield Town      |
| FC Wrexham             | 1:0      | Stockport County       |
| FC Bishop Auckland     | 0:0      | FC Bury                |
| Wycombe Wanderers      | 4:0      | Chelmsford City        |
| Kidderminster Harriers | 1:1      | Torquay United         |
| Bradford City          | 1:1      | Scunthorpe United      |
| Hull City              | 0:1      | Lincoln City           |
| FC Altrincham          | 3:2      | FC Southport           |
| Exeter City            | 1:0      | Crawley Town           |
| Mansfield Town         | 3:1      | Northwich Victoria     |
| Port Vale              | 6:0      | Hartlepool United      |
| Halifax Town           | 1:1      | FC Runcorn             |
| Chesham United         | 0:1      | FC Bashley             |
| FC Kingstonian         | 2:1      | Brighton & Hove Albion |
| AFC Guiseley           | 1:4      | Carlisle United        |
| York City              | 3:3      | Rotherham United       |
| Hereford United        | 2:2      | Hitchin Town           |
| Kettering Town         | 0:1      | Plymouth Argyle        |
| FC Newport IOW         | 2:3      | Aylesbury United       |
| Wigan Athletic         | 4:0      | Spennymoor United      |
| Tiverton Town          | 1:3      | Leyton Orient          |
| Hyde United            | 1:3      | FC Darlington          |
| Peterborough United    | 4:0      | Northampton Town       |
| Birmingham City        | 4:0      | Slough Town            |
| Walton & Hersham       | 0:2      | Swansea City           |
| Cambridge United       | 2:2      | FC Brentford           |
| Heybridge Swifts       | 0:2      | FC Gillingham          |
| FC Yeading             | 2:2      | Colchester United      |

Wiederholungsspiele
|                   | Ergebnis        |                        |
| ----------------- | --------------- | ---------------------- |
| FC Brentford      | 1:2             | Cambridge United       |
| Rotherham United  | 3:0             | York City              |
| Scunthorpe United | 3:2             | Bradford City          |
| Torquay United    | 1:0             | Kidderminster Harriers |
| FC Bury           | 1:1 (4:2 i. E.) | Kidderminster Harriers |
| FC Fulham         | 5:3             | Ashford Town           |
| FC Scarborough    | 2:0             | FC Chesterfield        |
| FC Woking         | 1:0             | FC Barnet              |
| FC Runcorn        | 1:3             | Halifax Town           |
| Hitchin Town      | 4:2             | Hereford United        |
| Colchester United | 7:1             | FC Yeading             |

### Zweite Hauptrunde
Die Spiele wurden am 2. und 4. Dezember 1994 ausgetragen. Die Wiederholungsspiele folgten am 13. und 14. Dezember des Jahres.
|                     | Ergebnis |                   |
| ------------------- | -------- | ----------------- |
| FC Enfield          | 1:1      | Torquay United    |
| Chester City        | 1:2      | FC Burnley        |
| Preston North End   | 1:1      | FC Walsall        |
| FC Gillingham       | 1:1      | FC Fulham         |
| FC Marlow           | 2:1      | FC Woking         |
| Crewe Alexandra     | 1:2      | FC Bury           |
| Lincoln City        | 1:0      | Huddersfield Town |
| FC Scarborough      | 1:0      | Port Vale         |
| FC Wrexham          | 5:2      | Rotherham United  |
| Plymouth Argyle     | 2:1      | AFC Bournemouth   |
| Carlisle United     | 2:0      | FC Darlington     |
| Hitchin Town        | 0:5      | Wycombe Wanderers |
| FC Altrincham       | 1:0      | Wigan Athletic    |
| Exeter City         | 1:2      | Colchester United |
| Halifax Town        | 0:0      | Mansfield Town    |
| FC Kingstonian      | 1:4      | Aylesbury United  |
| Peterborough United | 0:2      | Cambridge United  |
| Birmingham City     | 0:0      | Scunthorpe United |
| Leyton Orient       | 0:2      | Bristol Rovers    |
| FC Bashley          | 0:1      | Swansea City      |

Wiederholungsspiele
|                   | Ergebnis |                   |
| ----------------- | -------- | ----------------- |
| Torquay United    | 0:1      | FC Enfield        |
| FC Walsall        | 4:0      | Preston North End |
| FC Fulham         | 1:2      | FC Gillingham     |
| Mansfield Town    | 2:1      | Halifax Town      |
| Scunthorpe United | 1:2      | Birmingham City   |

### Dritte Hauptrunde
Die Spiele wurden zwischen dem 7. und 9. Januar 1995 absolviert. Nötige Wiederholungsspiele wurden für den 17. und 18. Januar angesetzt.
|                     | Ergebnis |                         |
| ------------------- | -------- | ----------------------- |
| Bristol City        | 0:0      | Stoke City              |
| FC Bury             | 2:2      | Tranmere Rovers         |
| FC Southampton      | 2:0      | Southend United         |
| FC Reading          | 1:3      | Oldham Athletic         |
| FC Walsall          | 1:1      | Leeds United            |
| FC Gillingham       | 1:2      | Sheffield Wednesday     |
| Leicester City      | 2:0      | FC Enfield              |
| Notts County        | 2:2      | Manchester City         |
| Nottingham Forest   | 2:0      | Plymouth Argyle         |
| Grimsby Town        | 0:1      | Norwich City            |
| AFC Sunderland      | 1:1      | Carlisle United         |
| Luton Town          | 1:1      | Bristol Rovers          |
| FC Everton          | 1:0      | Derby County            |
| Swindon Town        | 2:0      | FC Marlow               |
| FC Scarborough      | 0:0      | FC Watford              |
| FC Wrexham          | 2:1      | Ipswich Town            |
| Sheffield United    | 0:2      | Manchester United       |
| Newcastle United    | 1:1      | Blackburn Rovers        |
| Tottenham Hotspur   | 3:0      | FC Altrincham           |
| Wycombe Wanderers   | 0:2      | West Ham United         |
| Queens Park Rangers | 4:0      | Aylesbury United        |
| FC Barnsley         | 0:2      | Aston Villa             |
| Coventry City       | 1:1      | West Bromwich Albion    |
| FC Portsmouth       | 3:1      | Bolton Wanderers        |
| FC Millwall         | 0:0      | FC Arsenal              |
| Crystal Palace      | 5:1      | Lincoln City            |
| FC Chelsea          | 3:0      | Charlton Athletic       |
| FC Wimbledon        | 1:0      | Colchester United       |
| Mansfield Town      | 2:3      | Wolverhampton Wanderers |
| Birmingham City     | 0:0      | FC Liverpool            |
| Cambridge United    | 2:4      | FC Burnley              |
| Swansea City        | 1:1      | FC Middlesbrough        |

Wiederholungsspiele
|                      | Ergebnis        |                  |
| -------------------- | --------------- | ---------------- |
| Stoke City           | 1:3             | Bristol City     |
| Tranmere Rovers      | 3:0             | FC Bury          |
| Leeds United         | 5:2             | FC Walsall       |
| Manchester City      | 5:2             | Notts County     |
| Carlisle United      | 1:3             | AFC Sunderland   |
| Bristol Rovers       | 0:1             | Luton Town       |
| FC Watford           | 2:0             | FC Scarborough   |
| Blackburn Rovers     | 1:2             | Newcastle United |
| West Bromwich Albion | 1:2             | Coventry City    |
| FC Arsenal           | 0:2             | FC Millwall      |
| FC Liverpool         | 1:1 (2:0 i. E.) | Birmingham City  |
| FC Middlesbrough     | 1:2             | Swansea City     |

### Vierte Hauptrunde
Die Spiele fanden am 28. und 29. Januar 1995 statt. Die erforderlichen Wiederholungsspiele wurden am 7. und 8. Februar ausgetragen.
|                     | Ergebnis |                         |
| ------------------- | -------- | ----------------------- |
| Bristol City        | 0:1      | FC Everton              |
| FC Burnley          | 0:0      | FC Liverpool            |
| FC Watford          | 1:0      | Swindon Town            |
| Nottingham Forest   | 1:2      | Crystal Palace          |
| Sheffield Wednesday | 0:0      | Wolverhampton Wanderers |
| AFC Sunderland      | 1:4      | Tottenham Hotspur       |
| Luton Town          | 1:1      | FC Southampton          |
| Tranmere Rovers     | 0:2      | FC Wimbledon            |
| Newcastle United    | 3:0      | Swansea City            |
| Manchester City     | 1:0      | Aston Villa             |
| Queens Park Rangers | 1:0      | West Ham United         |
| Coventry City       | 0:0      | Norwich City            |
| FC Portsmouth       | 0:1      | Leicester City          |
| Manchester United   | 5:2      | FC Wrexham              |
| FC Millwall         | 0:0      | FC Chelsea              |
| Leeds United        | 3:2      | Oldham Athletic         |

Wiederholungsspiele
|                         | Ergebnis        |                     |
| ----------------------- | --------------- | ------------------- |
| FC Liverpool            | 1:0             | FC Burnley          |
| Wolverhampton Wanderers | 1:1 (4:3 i. E.) | Sheffield Wednesday |
| FC Southampton          | 6:0             | Luton Town          |
| Norwich City            | 3:1             | Coventry City       |
| FC Chelsea              | 1:1 (4:5 i. E.) | FC Millwall         |

### Fünfte Hauptrunde
Die Begegnungen wurden am 18. und 19. Februar 1995 ausgetragen. Die Wiederholungsspiele fanden am 28. Februar und 1. März statt.
|                         | Ergebnis |                 |
| ----------------------- | -------- | --------------- |
| FC Liverpool            | 1:1      | FC Wimbledon    |
| FC Watford              | 0:0      | Crystal Palace  |
| Wolverhampton Wanderers | 1:0      | Leicester City  |
| FC Everton              | 5:0      | Norwich City    |
| Newcastle United        | 3:1      | Manchester City |
| Tottenham Hotspur       | 1:1      | FC Southampton  |
| Queens Park Rangers     | 1:0      | FC Millwall     |
| Manchester United       | 3:1      | Leeds United    |

Wiederholungsspiele
|                | Ergebnis |                   |
| -------------- | -------- | ----------------- |
| FC Wimbledon   | 0:2      | FC Liverpool      |
| Crystal Palace | 1:0      | FC Watford        |
| FC Southampton | 2:6      | Tottenham Hotspur |

## Sechste Hauptrunde
Die Spiele fanden vom 9. bis 13. März 1995 statt. Die zwei Wiederholungsspiele fanden ihre Austragung am 20. März.
|                   | Ergebnis |                         |
| ----------------- | -------- | ----------------------- |
| FC Liverpool      | 1:2      | Tottenham Hotspur       |
| FC Everton        | 1:0      | Newcastle United        |
| Manchester United | 2:0      | Queens Park Rangers     |
| Crystal Palace    | 1:1      | Wolverhampton Wanderers |

Wiederholungsspiel
|                         | Ergebnis |                |
| ----------------------- | -------- | -------------- |
| Wolverhampton Wanderers | 1:4      | Crystal Palace |

## Halbfinale
Die Spiele wurden am 31. März 1995 ausgetragen. Als Austragungsort diente der Villa Park in Birmingham für die beiden Spiele zwischen Manchester und Crystal Palace. Tottenham und Everton trafen an der Elland Road in Leeds aufeinander.
|                   | Ergebnis |                | Zuschauer |
| ----------------- | -------- | -------------- | --------- |
| Tottenham Hotspur | 1:4      | FC Everton     | 38.226    |
| Manchester United | 2:2      | Crystal Palace | 38.256    |

Wiederholungsspiel
|                | Ergebnis |                   | Zuschauer |
| -------------- | -------- | ----------------- | --------- |
| Crystal Palace | 0:2      | Manchester United | 17.987    |

## Finale
| FC Everton                                                     | FC Everton | Manchester United | Manchester United | Aufstellung                                    |
| -------------------------------------------------------------- | --- | --- | ----------------- | ---------------------------------------------- |
| FC Everton                                                     | \| Samstag, 20. Mai 1995 um 15:00 Uhr in London (Wembley-Stadion) \| \| Ergebnis: 1:0 (0:0) \| \| Zuschauer: 79.592 \| \| Schiedsrichter: Gerald Ashby \| \| Spielbericht \|                                                              | \| Samstag, 20. Mai 1995 um 15:00 Uhr in London (Wembley-Stadion) \| \| Ergebnis: 1:0 (0:0) \| \| Zuschauer: 79.592 \| \| Schiedsrichter: Gerald Ashby \| \| Spielbericht \|                                                       | Manchester United | Aufstellung FC Everton gegen Manchester United |
| FC Everton                                                     | Neville Southall – Matt Jackson, Dave Watson , David Unsworth, Gary Ablett – Anders Limpar (69. Daniel Amokachi), Joe Parkinson, Barry Horne, Andy Hinchcliffe – Graham Stuart, Paul Rideout (51. Duncan Ferguson) Cheftrainer: Joe Royle | Peter Schmeichel – Gary Neville, Steve Bruce (45. Ryan Giggs), Gary Pallister, Denis Irwin – Roy Keane, Paul Ince, Brian McClair, Lee Sharpe (72. Paul Scholes) – Mark Hughes, Nicky Butt Cheftrainer: Alex Ferguson ( Schottland) | Manchester United | Aufstellung FC Everton gegen Manchester United |
| FC Everton                                                     | 1:0 Paul Rideout (30.) | | Manchester United | Aufstellung FC Everton gegen Manchester United |
| Samstag, 20. Mai 1995 um 15:00 Uhr in London (Wembley-Stadion) | | |                   |                                                |
| Ergebnis: 1:0 (0:0)                                            | | |                   |                                                |
| Zuschauer: 79.592                                              | | |                   |                                                |
| Schiedsrichter: Gerald Ashby                                   | | |                   |                                                |
| Spielbericht                                                   | | |                   |                                                |